# Grand-duché de Posen
Pour les articles homonymes, voir Posen.
1815–1848
Entités précédentes :
- Duché de Varsovie ( Empire français)

Entités suivantes :
- Province de Posnanie ( Royaume de Prusse)

Le grand-duché de Posen (en allemand : Großherzogtum Posen, en polonais : Wielkie Księstwo Poznańskie) est, de 1815 à 1848, une province autonome du royaume de Prusse, créée par le congrès de Vienne, avec une superficie de 28 951 km2 et la ville de Poznań (Posen) pour capitale, et gouvernée de 1815 à 1831 par le prince Antoni Radziwiłł nommé statthalter (gouverneur).
À la suite des événements de 1848 en Allemagne, le grand-duché de Posen est transformé en province de Posnanie. Après cette date, l'appellation continue cependant à être employée de façon non officielle, surtout par les Polonais qui parlent du grand-duché de Poznań.

## Histoire

### Formation territoriale
Le grand-duché est créé en 1815 à partir de la plus grande partie des territoires de Grande-Pologne recouvrés par la Prusse en 1815.
Le grand-duché est donc formé de la partie occidentale du duché de Varsovie (les départements de Poznań, Bydgoszcz, et une partie de celui de Kalisz). Les clauses du traité de Vienne prévoient pour les Polonais une garantie d'auto-administration et de libre développement.
En 1817, Chełmno (Kulm en allemand) est détaché du grand-duché et rattaché à la province de Prusse-Occidentale.

### Organisation administrative

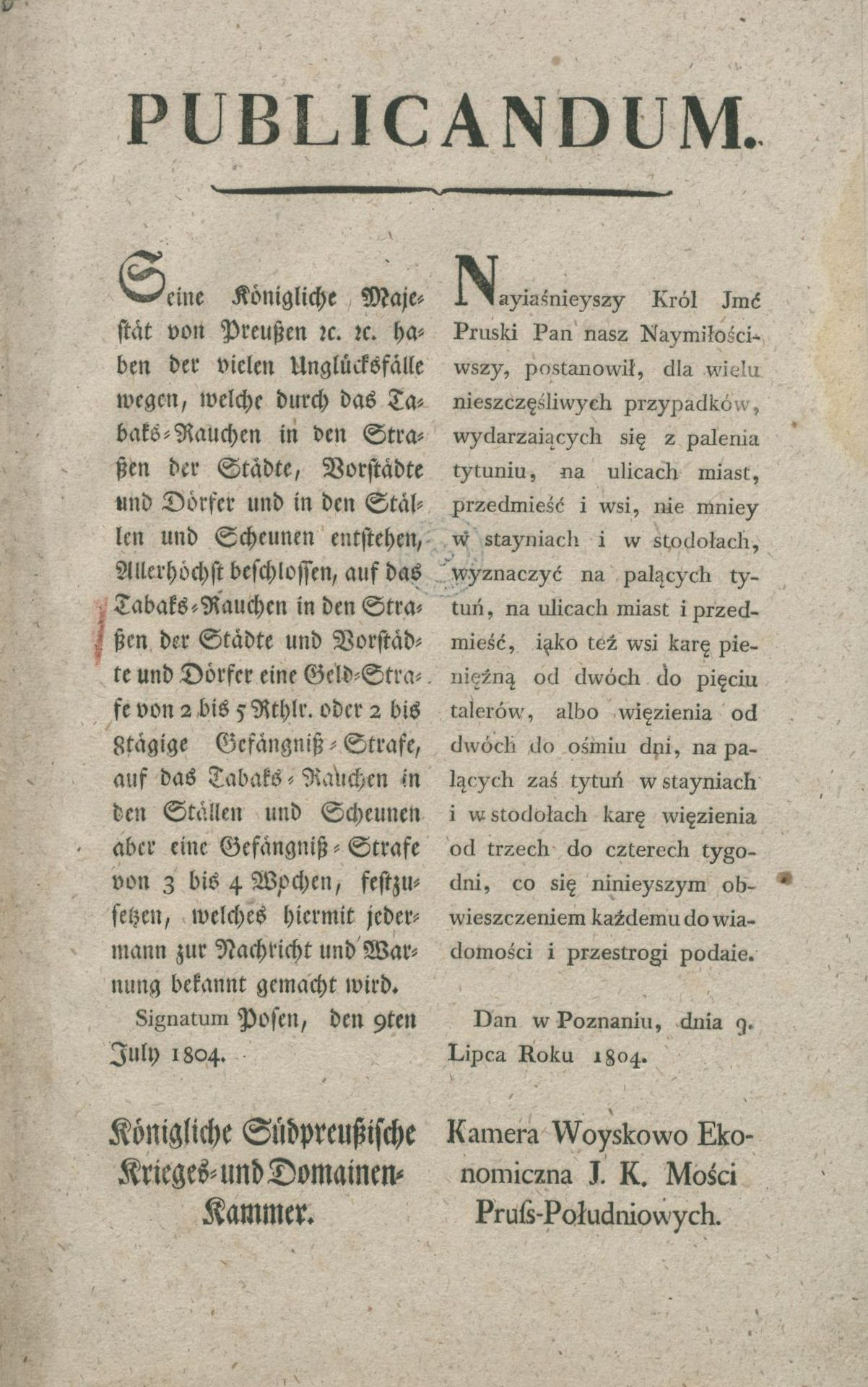
Arrêté de la chambre prussienne de la Guerre et des Domaines (imprimé en allemand et polonais) interdisant de fumer du tabac dans les rues de Poznań, 9 juillet 1804.

Le roi de Prusse, grand-duc de Posen, est représenté dans le grand-duché par un gouverneur. Bien que l'essentiel du pouvoir soit aux mains du chef de l'administration prussienne (haut président), le gouverneur a un droit de veto sur les décisions prises, et son avis doit être pris pour tout ce qui touche la nationalité polonaise. Le premier gouverneur-duc est un noble polonais prussophile, le prince Antoni Radziwiłł (1775-1833), époux de la princesse Louise de Prusse ; il reste en poste jusqu'en 1831.
Le grand-duché est divisé en deux districts, le district de Posen et le district de Bromberg, eux-mêmes divisés en 26 arrondissements, redivisés ultérieurement en 40 arrondissements et deux districts urbains.
En 1824, le grand-duché est doté d'une assemblée provinciale, dotée de pouvoirs consultatifs.

### L'évolution de la politique prussienne
Jusqu'en 1830, les autorités prussiennes sont relativement tolérantes envers la population polonaise. Cependant, le modèle prussien d'administration est introduit, et le poids de la langue allemande est renforcé dans le système éducatif.

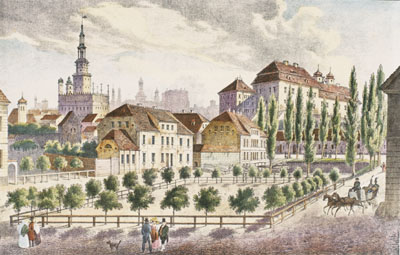
Posen, dessin de Joseph von Minutoli, 1833.

En novembre 1830, éclate dans le royaume de Pologne l'insurrection polonaise contre le tsar Nicolas Ier. Elle est soutenue par les Polonais du grand-duché. Le haut président von Flottwell instaure alors un système policier répressif. Après la défaite de l'insurrection (septembre 1831), il élimine les Polonais de l'administration, s'efforce d'affaiblir la noblesse polonaise en rachetant ses terres. À partir de 1832, l'enseignement de la langue polonaise est supprimé.
La révolution de 1848 est fatale au grand-duché. Le parlement de Francfort prévoit de le diviser en deux provinces : une province de Posen (Poznań), intégrée à la nouvelle Allemagne prévue par la constitution de Francfort, et une province de Gnesne (Gniezno) devant être laissée aux Polonais hors de l'Allemagne. Ce plan échoue devant l'opposition parlementaire polonaise et l'intégrité du grand-duché est conservée, mais après une série de promesses non tenues, l'administration prussienne finit par changer son statut (9 février 1849) pour en faire la province de Posnanie, complètement intégrée à la Prusse.

## Politique

### Hauts présidents
- 1815-1824 : Joseph von Zerboni di Sposetti
- 1825-1830 : Theodor von Baumann
- 1830-1840 : Eduard von Flottwell
- 1840-1842 : Adolf Heinrich von Arnim-Boitzenburg
- 1843-1848 : Carl Moritz von Beurmann